# Bielokarpatské predhorie
Bielokarpatské predhorie este o arie protejată (arie specială de conservare — SAC, sit de importanță comunitară — SCI) din Slovacia întinsă pe o suprafață de 312,73 ha, integral pe uscat.

## Localizare
Centrul sitului Bielokarpatské predhorie este situat la coordonatele 48°51′22″N 17°54′12″E / 48.856209°N 17.903338°E.

## Înființare
Situl Bielokarpatské predhorie a fost declarat sit de importanță comunitară în decembrie 2021.

## Biodiversitate
Situată în ecoregiunea alpină, aria protejată conține 2 habitate naturale: Pajiști uscate seminaturale și facies de acoperire cu tufișuri pe substraturi calcaroase (Festuco-Brometalia) (* situri importante pentru orhidee), Fânețe de joasă altitudine (Alopecurus pratensis, Sanguisorba officinalis).
La baza desemnării sitului se află un număr nedeclarat de specii protejate.
Pe lângă speciile protejate, pe teritoriul sitului au mai fost identificate 2 specii de plante.